# 비드고슈치군

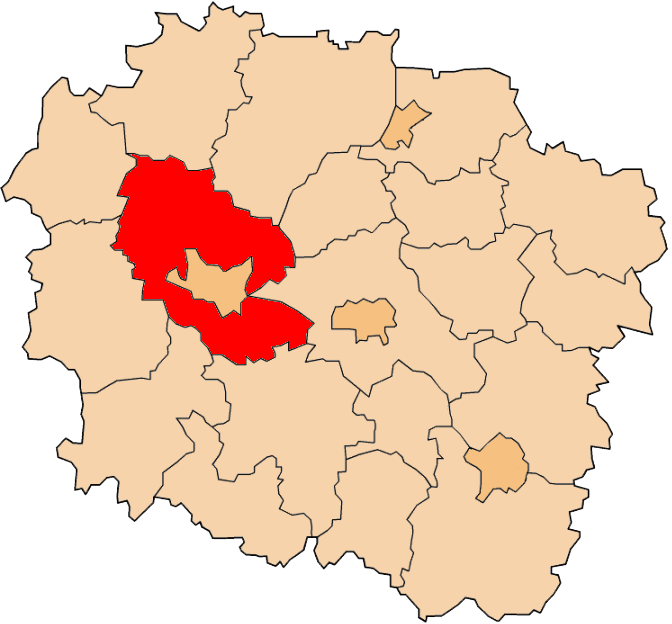
쿠야비포모제주 지도에 표시된 비드고슈치군의 위치

비드고슈치군(폴란드어: powiat bydgoski)은 폴란드 쿠야비포모제주에 위치한 군으로 면적은 1,394.8km2, 인구는 118,041명(2019년 기준), 인구 밀도는 85명/km2이다. 군청 소재지는 비드고슈치이지만 비드고슈치군에 속하지 않고 별도의 도시군으로 존재한다.
북쪽으로는 투홀라군, 북동쪽으로는 시비에치에군, 헤움노군, 동쪽으로는 토룬군, 남쪽으로는 이노브로츠와프군, 남서쪽으로는 주닌군, 서쪽으로는 나크워군, 북서쪽으로는 셍풀노군과 접한다. 10개 지방 자치체(1개 도시, 2개 도시형 농촌, 7개 농촌)를 관할한다.

군기
군 문장